# Ceux du rail
Pour plus de détails, voir Fiche technique et Distribution.
Ceux du rail est un documentaire français réalisé par René Clément, sorti en 1943.

## Synopsis
Le travail des cheminots à bord d'une locomotive de type Mountain (une 241 A du PLM) de Nice à Marseille.

## Fiche technique
- Titre français : Ceux du rail
- Réalisation : René Clément
- Photographie : Henri Alekan
- Assistant Photographe. Charles Jourdanet
- Musique : Yves Baudrier
- Pays d'origine :  France
- Langue originale : français
- Format : noir et blanc — 35 mm — 1,37:1 — son Mono
- Genre : Documentaire
- Durée : 17 minutes
- Dates de sortie :  France : 30 novembre 1943

## Distribution
- Claude Roy : narrateur